# Distretto di Thoen
Il distretto di Thoen (in thailandese: เถิน) è un distretto (amphoe) della Thailandia, situato nella provincia di Lampang.